# Taça Oswaldo Cruz
A Taça Oswaldo Cruz, foi um torneio de futebol disputada entre as seleções de Brasil e Paraguai ocasionalmente entre os anos de 1950 a 1976 com o objetivo de promover o intercâmbio esportivo entre os países.